# Karang Asem Barat
Karang Asem Barat is een bestuurslaag in het regentschap Bogor van de provincie West-Java, Indonesië. Karang Asem Barat telt 24.399 inwoners (volkstelling 2010).